# Copacabana Palace
El Belmond Copacabana Palace es un lujoso y famoso hotel ubicado frente a la playa de Copacabana en la ciudad de Río de Janeiro, Brasil. Es uno de los establecimientos hoteleros más importantes de la ciudad y de Brasil. 
Ofrece doscientas veintiséis habitaciones y ciento cuarenta y seis suites en el edificio principal y setenta y ocho en el anexo, repartidas en una superficie de once mil metros cuadrados.
Ha sido considerado varias veces como el mejor hotel de América del Sur, de acuerdo a una elección celebrada en el año 2009 por el World Travel Award, uno de los premios de turismo más importantes del mundo.

## Historia
El Copacabana Palace fue construido por el empresario Octávio Guinle y Francisco Castro Silva entre 1919 y 1923, atendiendo a una solicitud del entonces presidente Epitácio Pessoa (1919-1922), que deseaba un gran hotel de turismo en la entonces capital del país, para ayudar a hospedar a un gran número de visitantes esperados para la gran Exposición del Centenario de la Independencia del Brasil, un evento de dimensiones internacionales a ser realizado en la esplanada del Palacio en 1922. En compensación, el Gobierno Federal concedería incentivos fiscales, así como la licencia para que en él funcionara un casino, (una exigencia del empresario).
Establecido el acuerdo, el empresario adquirió un terreno en la playa de Copacabana, de frente para la Avenida Atlântica, ensanchada en 1919 por el ingeniero Paulo de Frontin. En la época, el hotel fue el primero gran edificio en Copacabana, cercado solo por pequeñas casas y mansiones.
Para la ejecución del proyecto fue contratado el arquitecto francés Joseph Gire, que se inspiró en dos famosos hoteles de la Riviera francesa, el Negresco, en Niza, y el Carlton, en Cannes. La estructura sóbria e imponente, fue erguida por el ingeniero César Melo y Cunha, que empleó una ancha escalera de mármol de Carrara y cristales de Bohemia. Se pudo inaugurar hasta  el 13 de agosto de 1923 por problemas de abastecimiento de los materiales para la terminación de la construcción.